# Tui T. Sutherland
Tui T. Sutherland (ur. 31 lipca 1978 w Caracas) – amerykańska autorka książek dla dzieci, pochodzenia wenezuelskiego. Pisze również jako Heather Williams i Tamara Summers oraz jako jedna z czterech autorek tworzących pod zbiorowym pseudonimem Erin Hunter. Mieszkała m.in. w Paragwaju, na Dominikanie, w Nowym Jorku i Bostonie. 
W 2008 w Polsce wyszedł pierwszy tom cyklu Sutherland „Awatarzy”, zatytułowany A więc tak to się kończy.
Autorka cyklu „Skrzydła ognia”.